# Sòcol (geologia)
En geologia, un sòcol és un relleu de plana o altiplà format durant l'era Primària o Paleozoic. Són els més antics de la Península Ibèrica i estan formats per roques molt rígides que es trenquen amb els moviments interns de la Terra, no es pleguen sinó que es fracturen en blocs.
Durant l'era Paleozoica es va crear un sòcol en el Massís Hespèric, situat a la part nord de la península actual, creat amb roques metamòrfiques i convertit en sòcol resistent després de ser arrasat per l'erosió donada pel mar.

## Altres usos
En geologia europea, un sòcol es refereix habitualment a roques anteriors a l'orogènesi varisca. A sobre d'aquest sòcol més antic, s'hi van dipositar evaporites del Permià i pedres calcàries del Mesozoic.
En geologia andina, el terme sòcol es refereix a unitats rocoses del Proterozoic, el Paleozoic i el Mesozoic primerenc (Triàssic a Juràssic), ja que el sòcol de les seqüències andines que tingueren lloc al Mesozoic tardà i al Cenozoic es van desenvolupar després de la subducció al llarg de la part occidental de la placa sud-americana.
En tractats sobre l'Eix Volcànic Transversal de Mèxic, el terme sòcol inclou formacions rocoses del Proterozoic, el Paleozoic i el Mesozoic, corresponents a les zones d'Oaxaquia, Mixteco i Guerrero respectivament.